# Val Demings
Valdez "Val" Venita Demings, född Butler 12 mars 1957 i Jacksonville, Florida, är en amerikansk politiker och före detta polis. Hon är ledamot av USA:s representanthus från Florida sedan 2017. Under riksrättsutredningen av president Donald Trump fick Demings av talmannen Nancy Pelosi en central roll i processen. Demings har inför presidentvalet i USA 2020 förekommit som en potentiell kandidat till rollen som USA:s vicepresident under Joe Biden.
Mellan 2007 och 2011 var hon chef över polismyndigheten i Orlando, Florida, den första kvinnan med den positionen.